# Левая рука Бога
«Левая рука Бога» (англ. The Left Hand of God) — драматический фильм 1955 года режиссёра Эдварда Дмитрыка. Экранизация романа Уильяма Э. Баррета, написанного четырьмя годами ранее.

## Сюжет
В 1947 году в Главную провинцию Китая прибывает с  католической миссией  святой отец  О’Ши. Местные жители не испытывают интереса к религии. Намного более их интересует вопрос выживания в эти тяжёлые времена. Сам О’Ши также не питает сильных чувств к своей службе. Всё меняется с появлением военной вдовы и красавицы-медсестры Энн Скотт.

## В ролях
- Хамфри Богарт — Джеймс Дармоди (отец  О’Ши)
- Джин Тирни — Энн Скотт
- Ли Джей Кобб — Ми Ян
- Агнес Мурхед — Берил Сигман
- И  Джи Маршалл — доктор Дэвид Сигман
- Джин Портер — Мэри Йин
- Филип  Ан — Чжан Тенг

## Критика
«Левая рука Бога»  ... авантюрная, несмотря на трогательные моменты, голливудскую проповедь на грани китча (оценка: 1½ из 4 возможных звёзд —  умеренная)— Адольф Хейнцельмайер и Берндт Шульц (1990)

Примерно на полпути через судебное разбирательство создатели позволили понять, что Хамфри Богарт, который носит рясу священника и играет свой характер  в дерзкой и  загадочной манере, на самом деле является бывшим американским лётчиком, который пытается убежать от тиранического китайского  начальника, у которого он служил военным советником. Это конец тайны и, на наш взгляд, интриги фильма. — Босли Краузер, The New York Times (22 сентября 1955)

...Что касается китайской действительности, то социально-политический и исторический контекст полностью ограничивается функцией декора, раскрывая привычное  отношение Голливуда к чуждым культурам. К счастью, душа фильма исследуется на стороне самого загадочного персонажа, которого играет Богарт,  в значительной степени вынесший на своих плечах фильм.— Седрик Лепин (2016)